# 哈定縣 (新墨西哥州)
哈定縣（英語：Harding County）是位於美国新墨西哥州東北部的一個縣，面積5,506平方公里。根據2020年美國人口普查，哈定縣共有人口657人，是新墨西哥州中人口最少的縣份。哈定縣的縣治為莫斯克羅（Mosquero）。
哈定縣成立於1921年3月4日，其縣名是為了紀念第29任美国总统沃伦·盖玛利尔·哈定。哈定縣原本屬於尤寧郡和莫拉郡，於1921年才獨立自這兩個縣份。哈定縣成立的日子正是哈定總統的就職日。

## 地理

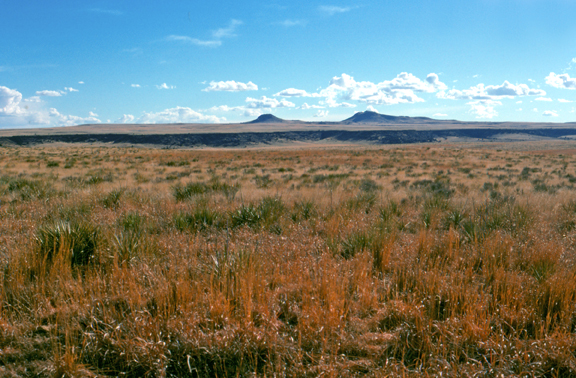
基奥瓦国家草原

根據2000年人口普查，哈定縣的總面積為2,126平方英里（5,510平方），其中有2,125平方英里（5,500平方），即99.97%為陸地；1平方英里（2.6平方），即0.03%為水域。
哈定縣的地勢由東南部的低地提升至西北部的高原。哈定縣東南部大多為一些半沙漠牧场。而哈定縣西北部則多為一些近乎无树的草原。哈定縣的東部邊緣為陡峭的加拿大悬崖。另外，哈定縣與莫拉縣的邊界是由位於一個深而窄的峡谷中的加拿大河組成。 哈定縣的東部蘊含豐富的二氧化碳，因此哈定縣有提取二氧化碳的行業，並將之製成乾冰銷售。

### 毗邻县
因哈定縣完全被其他新墨西哥州的縣份包圍，因此其毗邻县皆為新墨西哥州的縣份。以下為哈定縣的毗邻县和其位置。
- 尤寧郡：東方、東北方
- 奎伊縣：東南方
- 聖米格爾縣：南方
- 莫拉縣：西方
- 科爾法克斯縣：西北方

### 国家保护区
- 基奧瓦國家草原（英语：Kiowa National Grassland）（部份）

### 村庄
- 莫斯克羅
- 羅伊

## 人口
| 调查年            | 人口  | 备注 | %±     |
| ----------------- | ----- | ---- | ------ |
| 1930              | 4,421 |      | —      |
| 1940              | 4,374 |      | −1.1%  |
| 1950              | 3,013 |      | −31.1% |
| 1960              | 1,874 |      | −37.8% |
| 1970              | 1,348 |      | −28.1% |
| 1980              | 1,090 |      | −19.1% |
| 1990              | 987   |      | −9.4%  |
| 2000              | 810   |      | −17.9% |
| 2010              | 695   |      | −14.2% |
| [ 4 ] [ 5 ] [ 6 ] |       |      |        |

哈定县的人口呈现逐年下降趋势。这个县在1930年时人口超过四千，但随后每次人口普查都显示其人口减少，到2010年，该县人口不到700人。

### 2010年
根據2010年人口普查，哈定縣擁有695居民。哈定縣的人口是由86.9%白人、0.3%黑人、1.2%土著、10.2%其他種族和1.4%混血构成。而西班牙裔或拉丁美洲人佔了人口43.0%。

### 2000年
根據2000年人口普查，哈定縣擁有810居民、371住戶和231家庭。。其人口密度為每平方英里0.38居民（每平方公里0.15居民）。哈定縣擁有545間房屋单位，其密度為每平方英里0.26間（每平方公里0.1間）。哈定縣的人口是由84.32%白人、0.37%黑人、1.36%土著、10.62%其他種族和3.33%混血构成。而西班牙裔或拉丁美洲人佔了人口44.94%
在371住户中，有22.10%擁有一個或以上的兒童（18歲以下）、52.60%為夫妻、7.50%為單親家庭、而有37.50%為非家庭。其中35.30%住户為獨居，21.00%為同居長者。平均每戶有2.18人，而平均每個家庭則有2.84人。在3,543居民中，有20.20%為18歲以下、4.60%為18至24歲、18.80%為25至44歲、28.10%為45至64歲以及28.30% 為65歲以上。人口的年齡中位數為49歲，每100個女性就有102.50個男性。而每100個成年女性（18歲以上）就有102.50個成年男性。
哈定縣的住戶收入中位數為$26,111，而家庭收入中位數則為$36,667。男性的收入中位數為$22,750，而女性的收入中位數則為$15,750。哈定縣的人均收入為$16,240。約12.90%家庭和16.30%人口在貧窮線以下。